# Ernst Otto Lindner
Ernst Otto Lindner   (Breslau, 28 de novembre de 1820 - Berlín, 7 d'agost de 1867) fou un filòsof, crític musical alemany.
Es dedicà als estudis de filologia, filosofia i música, fou redactor en cap de la Gaceta de Voss, de Berlín, i director interí del Bach-Verein. Seguí les idees de Schopenhauer, i junt amb Frauenstädt, un altre adepte de la filosofia de la voluntat, publicà l'obra Memorabilien, Briefe und Nachlasstucke, (Berlín, 1863). La primera part, Ein Wort und Vertheidigung, fou redactada per Lindner.
A més, va escriure, nombroses conferencies sobre música i literatura i les obres següents Meyerbeers <Prophet> als Kunstwerk beurteilt (1850), Die erste stehende Deutsche Oper (1855), Zur Tonkunst. Abhanlungen (1864), i Geschichte des deutschen Liedes im XVIII Jahrhundert (1871).